# Ramon Lopes
Ramon Lopes est un footballeur brésilien né le 7 août 1989 à Belo Horizonte. Il évolue au poste d'attaquant au Vegalta Sendai.

## Biographie
Ramon Lopes joue au Brésil, en Ukraine, en Bulgarie, et au Japon.
Il dispute deux matchs en Ligue Europa avec le club du Levski Sofia.
Il inscrit 10 buts en première division japonaise en 2016 avec le club du Vegalta Sendai.
Le 7 août 2018, libre depuis son départ du Kashiwa Reysol, il signe en faveur du Vegalta Sendai, club dans lequel il avait déjà évolué entre 2014 et 2017.